# ショーン・デニス
ショーン・デニス（Shawn Dennis、1965年10月27日 - ）は、オーストラリア出身のバスケットボール指導者。現在は、Bリーグの名古屋ダイヤモンドドルフィンズでヘッドコーチを務めている。

## 来歴
1993年から指導者としてのキャリアをスタートさせ、オーストラリアNBL、ニュージーランドNBLのチームに所属した。両国のリーグで、最優秀コーチ賞を受賞している。
ニュージーランド女子ジュニア代表チームのヘッドコーチだった2006年には、「Hawke's Bay コーチ・オブ・ザ・イヤー（Sport Hawke's Bay）」を受賞。
2008-09シーズンには、ニュージーランド女子代表チームのヘッドコーチを務めた。
タウンズビル・クロコダイルズ（オーストラリアNBL）では、2014-15シーズンはMVP賞、MIP賞受賞選手を輩出。2015-16シーズンには、11勝17敗と負け越していながら、最優秀コーチ賞を獲得し、MIP賞、新人賞受賞選手を輩出した。
Bリーグの栃木ブレックスのアシスタントコーチだった、2016-17シーズンには、チームの優勝に貢献した。
2017年から、滋賀レイクスターズのヘッドコーチに就任し、2021年まで指揮した。そして2021年から名古屋ダイヤモンドドルフィンズのヘッドコーチに就任した。

## ヘッドコーチ成績
| チーム             | シーズン        | G  | W  | L  | W–L% | シーズン結果 | PG | PW | PL | PW–L% | 最終結果 |
| ------------------ | --------------- | -- | -- | -- | ---- | ------------ | -- | -- | -- | ----- | -------- |
| 滋賀レイクスターズ | Bリーグ 2017-18 | 60 | 24 | 36 | .400 | 西地区3位    | -  | -  | -  | –     | -        |
| 滋賀レイクスターズ | Bリーグ 2018-19 | 60 | 18 | 42 | .300 | 西地区5位    | -  | -  | -  | –     | -        |
| 滋賀レイクスターズ | Bリーグ 2019-20 | 41 | 21 | 20 | .512 | 西地区3位    | -  | -  | -  | –     | -        |
| 滋賀レイクスターズ | Bリーグ 2020-21 | 59 | 23 | 36 | .390 | 西地区6位    | -  | -  | -  | –     | -        |